# Ortuella
Ortuella es una localidad y municipio español situado en la parte occidental de la comarca del Gran Bilbao, en la provincia de Vizcaya, comunidad autónoma del País Vasco. Limita con los municipios de Abanto y Ciérvana, Santurce, Portugalete, Valle de Trápaga y Galdames. Forma parte de la subcomarca de la Zona Minera, aunque estuvo integrado hasta inicios del siglo XIX en el Valle de Somorrostro de Las Encartaciones junto a Santurce, concejo al que siguió perteneciendo hasta el año 1901. Judicialmente, Ortuella pertenece al partido judicial de Baracaldo. Se sitúa a 12 kilómetros de la capital vizcaína.

## Geografía
El Municipio de Ortuella forma parte del llamado Anticlinal de Vizcaya, donde se encuentran los montes de Triano. La altitud oscila entre los 344 metros en los montes de Triano y los 15 metros a orillas del río Capetillo. El casco urbano se alza a 65 metros sobre el nivel del mar. 
| Noroeste: Abanto y Ciérvana | Norte: Santurce | Nordeste: Portugalete     |
| Oeste: Abanto y Ciérvana    |                 | Este: Valle de Trápaga    |
| Suroeste: Abanto y Ciérvana | Sur: Galdames   | Sureste: Valle de Trápaga |

Algunos de los barrios deben considerarse históricos, como Urioste o Nocedal, porque son núcleos de población que existían mucho antes del nacimiento de Ortuella. Cadegal data de la época inicial de las explotaciones mineras. La Orconera, El Saugal, Golifar son también barrios ligados a la actividad minera. Triano, como barrio, pertenece al vecino municipio de Abanto y Ciérvana, pero algunas de sus casas se ubican en Ortuella y existe un campo de golf en sus inmediaciones.
El pueblo de Ortuella, mencionado como núcleo de población por primera vez a finales del siglo XVIII, se divide a su vez en varios barrios. Destaca La Ralera, que también data de la época inicial de las explotaciones mineras y está separado por las vías del tren del resto del pueblo.
Otras barrios del núcleo son Otxartaga (área ya denominada así desde antaño) , Gorbea (inicialmente Félix Basozabal) y los más recientes Mendialde o Ganguren, que datan de la década de los setenta.

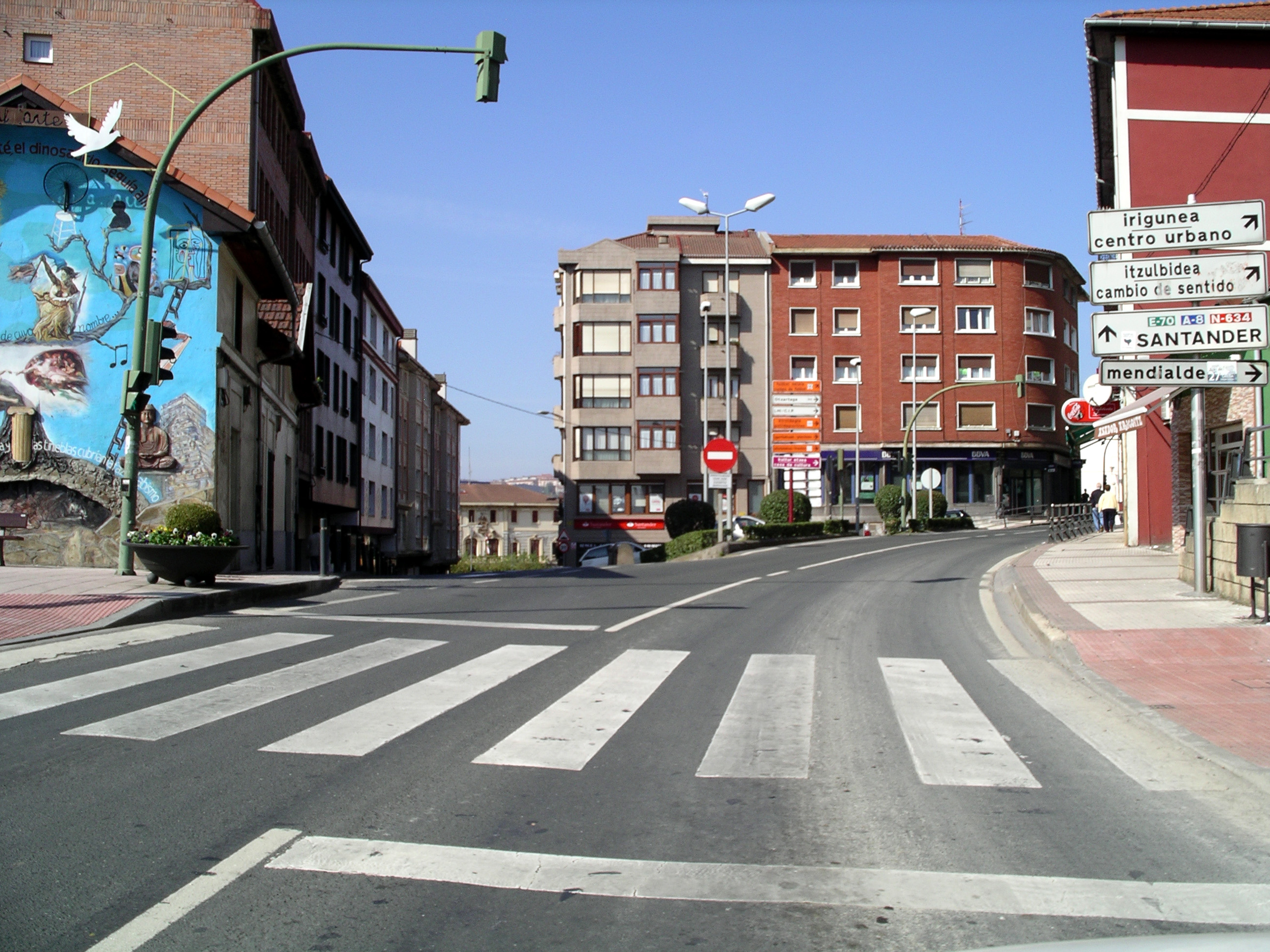
La carretera general N-634 atraviesa el centro de Ortuella

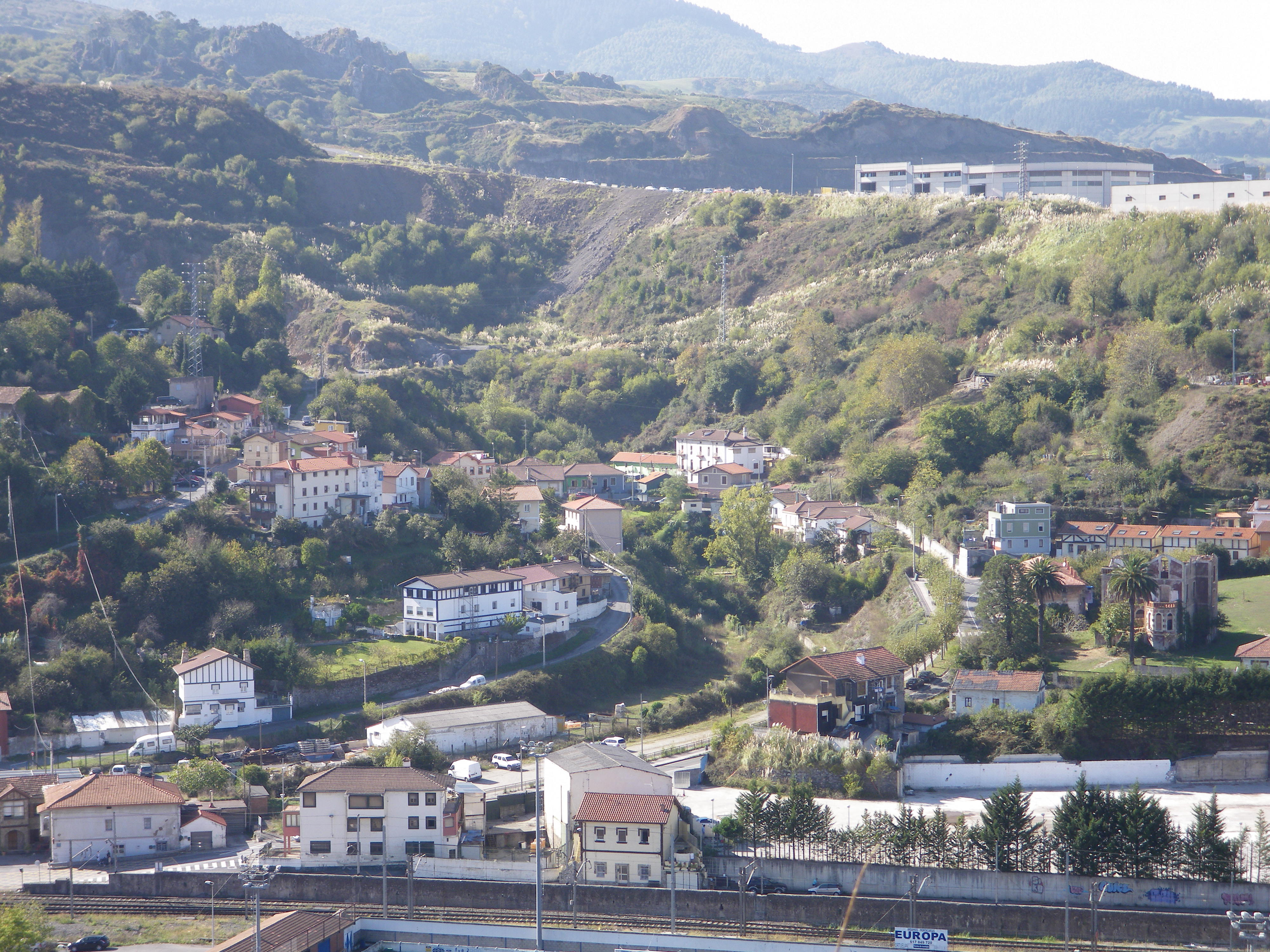
Vista general de los barrios de Bañales y Saugal

### Hidrografía
Aunque el municipio carece de grandes ríos, las dos cuencas existentes, las de los ríos Granada y Capetillo-Ballonti, recogen numerosos arroyos y regatos. Finalmente, ambos vierten sus aguas en el río Galindo.
El río Granada, en la cuenca sur, recoge sus aguas de los Montes de Triano, descendiendo por el barranco de la Orconera y uniendo su caudal al arroyo Ortuella, que discurre por el barrio de La Ralera.
En la cuenca norte, el río Capetillo recoge arroyos y manantiales de los sitios de El Casal, Nocedal, Capetillo y Urioste, uniéndose con el arroyo de La Magdalena, al sur del monte Serantes, y tras recorrer las vegas de Ballonti, Ibarra y, finalmente, Galindo vierte sus aguas al río del mismo nombre.
Según Carlos Glaria, el río Granada gozaba de un importante caudal de agua y fue capaz de mover en el pasado las ruedas de numerosos molinos y aceñas ubicados a lo largo de su cuenca, hasta el punto de recibir el apelativo de barranco de los 14 molinos.

### Clima
Ortuella tiene un clima atlántico húmedo, con abundantes y persistentes precipitaciones a lo largo del año. El estar tan cerca del mar Cantábrico actúa como un amortiguador térmico impidiendo el excesivo aumento de temperaturas durante el día y una caída exagerada durante las noches. Del mismo modo, la corriente del Golfo contribuye a suavizar las temperaturas respecto a las que le correspondería realmente según la latitud a que se encuentra. Todo esto hace que las temperaturas no suelan superar valores máximos de 30 °C con medias que se mantiene por debajo de los 20 °C y una amplitud térmica que oscila entre los 8 y los 15 °C.

## Símbolos
Según la Heráldica Municipal de Vizcaya el escudo de Ortuella representa En campo de plata, dos lobos de sable, en palo y cebados en corderos que miran a la siniestra; orla de oro y bordura de azur.

## Historia

### Antigüedad
Ya en el siglo I el geógrafo e historiador romano Plinio el Viejo escribió en su Naturalis Historia que de todos los metales la más larga vena es la de hierro. En la parte de Cantabria que baña el mar, hay un monte asperísimamente alto, todo de esta materia, cosa increíble. La interpretación más plausible de este texto es que los romanos conocieran perfectamente la existencia de la enorme veta de mineral de hierro de los montes de Triano y Galdames que se extienden por la actualmente denominada Zona Minera de Vizcaya, entre Baracaldo y Somorrostro.

### Edad Media y Edad Moderna
Hasta inicios del siglo XIX, Ortuella formó parte de los Tres Concejos del Valle de Somorrostro, constituidos por el Concejo de Sestao (Santa María de Sestao), el Concejo de Santurce (San Jorge de Santurce, hoy municipios de Ortuella y Santurce) y el Concejo del Valle de Trápaga (entonces, San Salvador del Valle). Estos Tres Concejos, junto con los Cuatro Concejos (Musques, Abanto de Yuso, Abanto de Suso, y Ciérvana) formaban los Siete Concejos del Valle de Somorrostro. El Valle de Somorrostro fue una de las diez repúblicas del territorio de Las Encartaciones, y que perdió su identidad jurídica en 1805.
Desde finales del siglo XIII hasta finales del siglo XV, se sucedieron una serie de disputas entre los diferentes linajes feudales, conocidas como Guerras de Bandos. El conflicto dividirá a Vizcaya en dos bandos o grupos banderizos: Oñacinos, seguidores de los Oñaz y Gamboínos, seguidores de los Gamboa. El Valle de Somorrostro estaba dominado por el linaje de los Salazar, uno de los más importantes de Las Encartaciones y que pertenecía al bando oñacino. Lope García de Salazar recogió en sus crónicas estas guerras banderizas.
En 1841 se promulgó la Ley de Ayuntamientos del Reino que supuso la constitución de nuevos ayuntamientos en los anteriores concejos del valle, acabándose así con la unidad territorial de Somorrostro.

### Edad Contemporánea

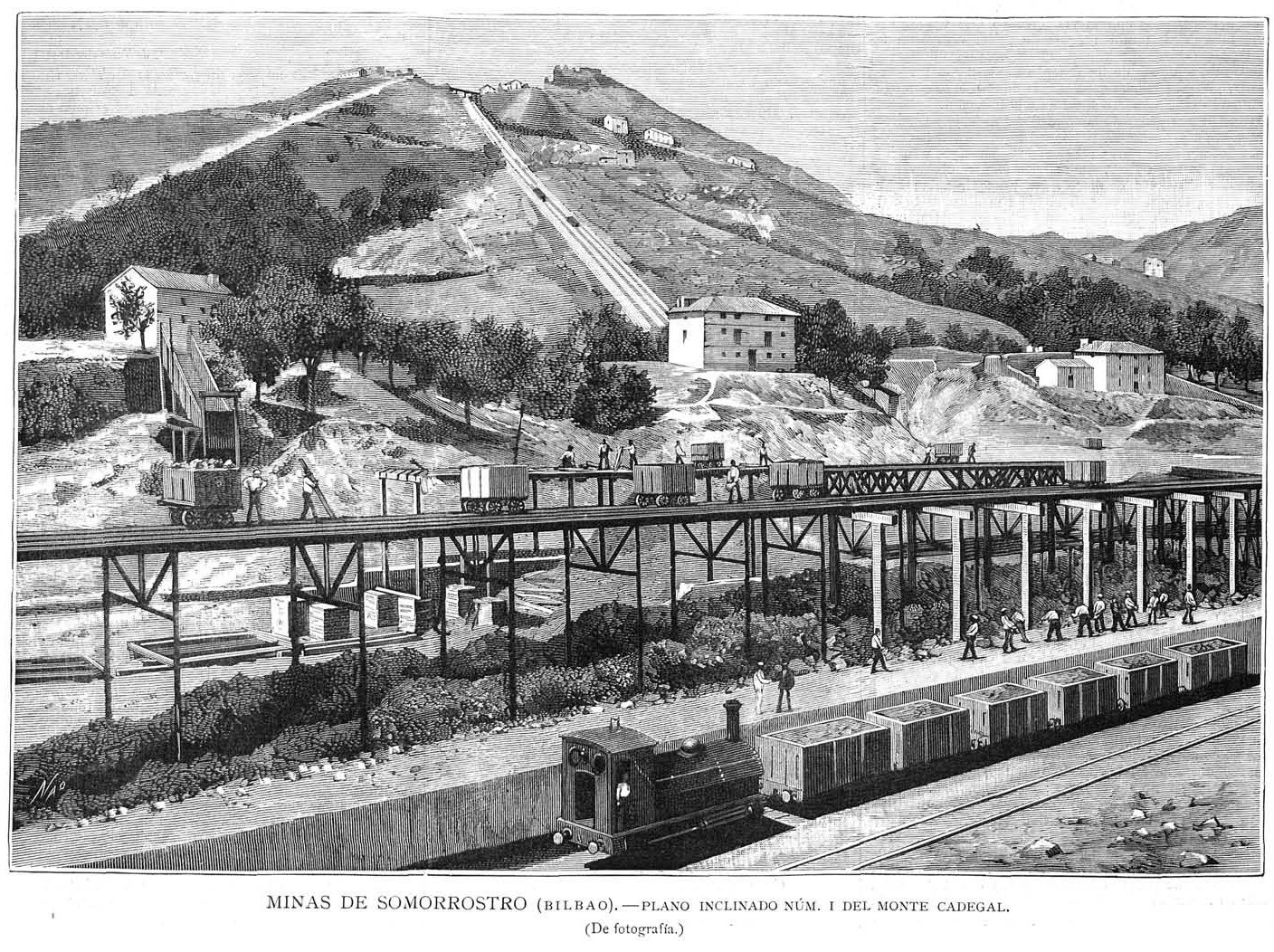
Línea de ferrocarril e instalaciones de la Sociedad Franco-Belga en Ortuella en 1882. Detrás, el plano inclinado del monte Cadegal

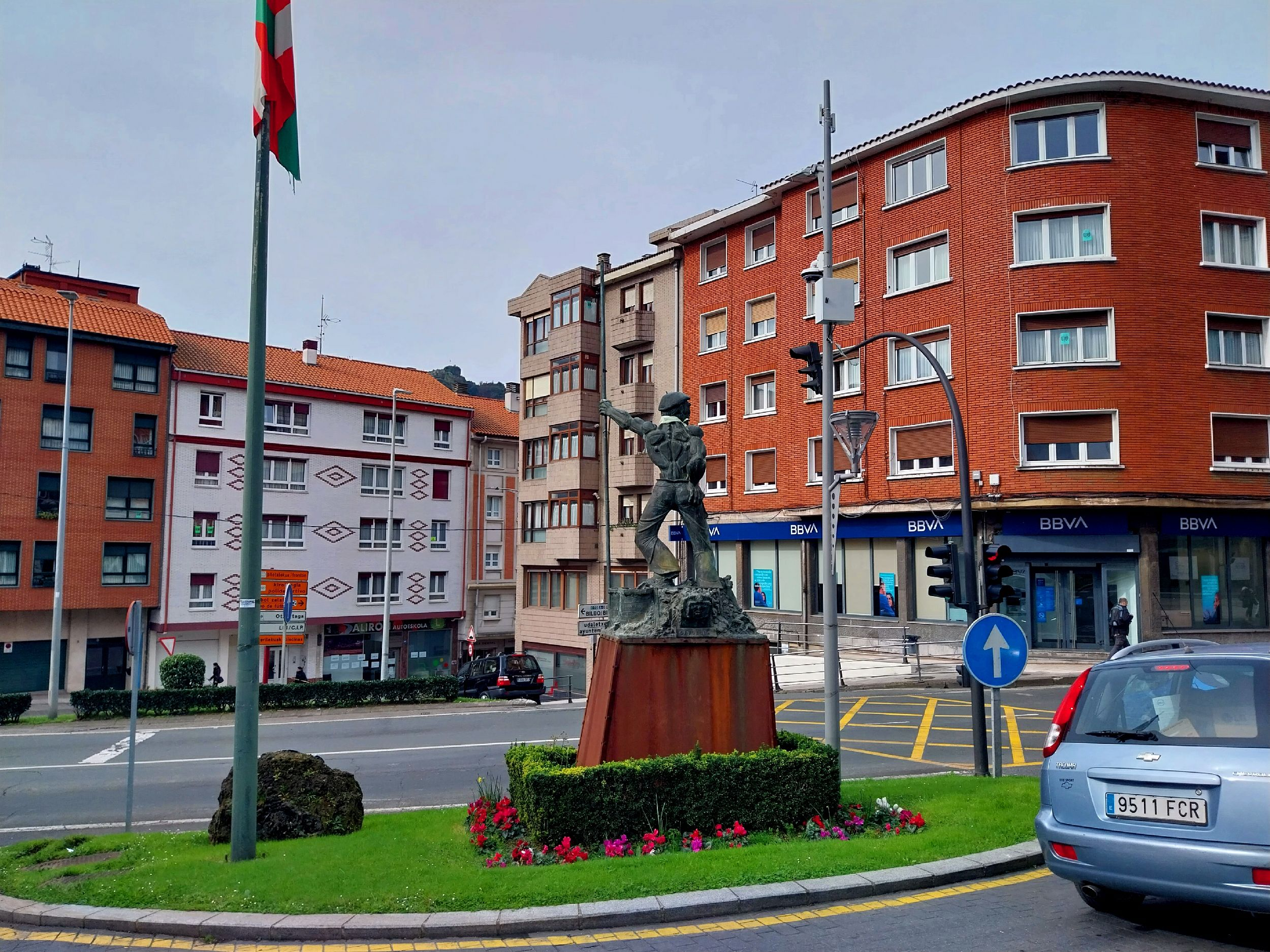
Monumento al Barrenador, en la avenida de la Estación

La historia contemporánea de Ortuella está íntimamente ligada a las explotaciones de mineral de hierro, que tuvieron su apogeo en la última década del siglo XIX. En los Montes de Triano y Galdames se desarrolló una etapa histórica singular que ha tenido incluso una tremenda afectación a la historia de Vizcaya y su industrialización actual.
A finales del siglo XIX, diversas compañías mineras como Orconera, Luchana Mining, Franco-Belga se instalaron en la zona minera para explotar las minas de hierro, construyendo toda una infraestructura industrial que produjo una auténtica revolución socioeconómica, cambiando para siempre el futuro de toda zona y, por supuesto, de Ortuella. Las condiciones laborales en las explotaciones mineras de aquella época eran lamentables, lo que ocasionó el nacimiento de movimientos obreros y sindicales que lucharon por mejorar las condiciones de los mineros y trabajadores en general.
Ortuella, debido a este auge minero, es uno de los focos del nacimiento del socialismo en Vizcaya y ya en 1887 se crea en el municipio la primera Agrupación Socialista, siendo su fundador el político y sindicalista Facundo Perezagua (Toledo, 1860 - Madrid, 1935).
Es en 1901 cuando la localidad se segregó del Concejo de Santurce, pasando a  denominarse Santurce-Ortuella, en contraposición a Santurce Antiguo (hoy Santurce). Dicha segregación vino motivada por el aumento de población debido al auge minero de finales del siglo XIX, siendo el barrio de Ortuella el de mayor población del Concejo de Santurce.
En la década de los 80 del siglo XX, el nombre del municipio pierde definitivamente el término Santurce, quedando sencillamente Ortuella, que era la denominación habitual que empleaban sus convecinos. Esto se hizo mediante la resolución del 27 de marzo de 1981 de la Viceconsejería de Administración Local, publicada en el BOPV del 29 de mayo del mismo año.

### El accidente de 1980
El 23 de octubre de 1980 se produjo una explosión de gas en la Escuela Nacional Marcelino Ugalde donde estaban escolarizados unos 900 niños y niñas de primaria, entonces denominado EGB. La explosión, que se oyó a más de seis kilómetros de distancia, hundió el suelo de dos aulas de la primera planta dejando a 120 estudiantes bajo los escombros de los cuales murieron 48 y 34 fueron ingresados en los diferentes hospitales de la zona. El número final de víctimas mortales fue de 53, 50 niños y 3 adultos, siendo la mayoría de ellos niños y niñas de entre cinco y seis años.
La explosión fue debida a la acumulación de gas propano en el sótano del edificio debido a una fuga existente en las tuberías de suministro. La bolsa de gas hizo explosión cuando un fontanero que iba a reparar unos desagües encendió una cerilla. Ocurrió poco después del mediodía cuando los alumnos se hallaban en las aulas.
Algún tiempo antes del accidente la Delegación de Educación en Vizcaya había solicitado al Ministerio de Educación una subvención de 700 millones de pesetas para cambiar las instalaciones de gas propano de los colegios por otras de gasóleo C, en aras de prevenir accidentes. Solo se concedió el 10% de lo pedido. El colegio Nacional Marcelino Ugalde estaba en la lista de los que precisaban el cambio y el presupuesto del mismo era de 2,4 millones de pesetas. Algunas escuelas de la Margen Izquierda suspendieron las clases, y pidieron una revisión técnica antes de reanudarlas. La administración emprendió una revisión general de las condiciones de seguridad de los colegios estatales, en especial los construidos dentro del "Plan de Urgencia para Vizcaya".
La causa judicial sobre la explosión quedó sobreseída, quedando el Estado, como responsable civil subsidiario y haciéndose cargo de las indemnizaciones.

## Demografía
Ortuella Cuenta con una población de 8629 habitantes (INE 2024).
| Gráfica de evolución demográfica de Ortuella entre 1910 y 2021 |
| |
| Población de derecho según los censos de población del INE Población de hecho según los censos de población del INEEn estos censos se denominaba Santurce Ortuella: 1920, 1930, 1940, 1950, 1960, 1970, 1981 y 1991 Entre el censo de 1910 y el anterior, aparece este municipio porque se segrega del municipio 48531 (Santurce) |

| 8819          | 8785 | 8784 | 8763 | 8644 | 8654 | 8618 | 8577 | 8504 | 8520 | 8435 | 8412 | 8416 | 8397 | 8410 | 8415 | 8370 |
| (Fuente: INE) |      |      |      |      |      |      |      |      |      |      |      |      |      |      |      |      |

Según el INE, el municipio de Ortuella tiene los siguientes núcleos de población:
- Cadegal: menos de 100 habitantes.
- La Orconera: menos de 100 habitantes.
- Nocedal: menos de 300 habitantes.
- Triano: menos de 50 habitantes.
- Urioste: menos de 1000 habitantes.

Desde la década de los 90, el municipio está sufriendo un descenso progresivo de la población (actualmente cuenta con aproximadamente 8.400 habitantes). También se aprecia un claro envejecimiento de la misma, y por el momento no hay visos de que se invierta la tendencia.

### Transporte y comunicaciones

#### Red de carreteras
| Identificador | Denominación             | Itinerario |
| ------------- | ------------------------ | --- |
|               | Autopista del Cantábrico | Discurre su itinerario por la cornisa cantábrica desde Irún a Baamonde (Lugo). Forma parte de la Red de Carreteras Europeas conocida como E-70 y tiene tramos de peaje en la dirección de Bilbao a Francia.                                                              |
| N-634         | Carretera nacional       | Discurre por la cornisa cantábrica, entre Irún y Santiago de Compostela pasando por Ortuella. Ha sido sustituida en diversos tramos por la autovía A-8 , quedando en su mayor parte destinada a dar un servicio de tráfico local a las poblaciones por las que discurre. |
| BI-3756       | Carretera autonómica     | Comunica Ortuella con Gallarta (Abanto y Ciérvana) . |

#### Líneas de autobús
- Bizkaibus

| Línea | Línea                            | Frecuencia | Recorrido                                                                                      |
| ----- | -------------------------------- | ---------- | ---------------------------------------------------------------------------------------------- |
| A2336 | Musques - UPV/EHU                | -          | Musques, Abanto y Ciérvana, Ortuella, Valle de Trápaga, Campus de Lejona (UPV)                 |
| A3323 | Portugalete - Galdames           | 120'       | Portugalete, Santurce, Ortuella (Nocedal), Abanto y Ciérvana, Musques, Galdames                |
| A3333 | Gallarta - Santurce              | 60'        | Abanto y Ciérvana, Ortuella, Portugalete, Santurce                                             |
| A3334 | Santurce - Valmaseda             | 120'       | Santurce, Ortuella (Nocedal), Abanto y Ciérvana, Musques, Galdames, Sopuerta, Zalla, Valmaseda |
| A3335 | Musques - Sestao                 | 60'        | Musques, Ciérvana, Abanto y Ciérvana, Ortuella, Santurce, Portugalete, Sestao                  |
| A3336 | Musques - Bilbao                 | 30'        | Musques, Abanto y Ciérvana, Ortuella, Valle de Trápaga, Baracaldo, Bilbao                      |
| A3338 | Musques - Baracaldo - Las Arenas | 30'        | Musques, Abanto y Ciérvana, Ortuella, Valle de Trápaga, Baracaldo, Erandio, Lejona, Guecho     |
| A3340 | Musques - Bilbao (por Autopista) | 60'        | Musques, Abanto y Ciérvana, Ortuella (Nocedal), Bilbao                                         |

- Otras líneas

| Línea   | Línea                                | Frecuencia | Recorrido                                                                                  |
| ------- | ------------------------------------ | ---------- | ------------------------------------------------------------------------------------------ |
| A3718   | Gallarta - Vitoria                   |            | Abanto y Ciérvana, Ortuella, Valle de Trápaga, Portugalete, Sestao, Baracaldo, Vitoria     |
| VAC-220 | Bilbao - Castro Urdiales (por N-634) | 180'       | Bilbao, Baracaldo, Valle de Trápaga, Ortuella, Abanto y Ciérvana, Musques, Castro Urdiales |

#### Líneas de tren
Renfe Cercanías Bilbao
 Bilbao - Musques: Estaciones de Urioste, Sagrada Familia y Ortuella.

#### Aeropuertos cercanos
- Aeropuerto de Bilbao (Loiu). Se encuentra a una distancia de 25 km aproximadamente (unos 20 minutos en coche)
- Aeropuerto de Vitoria (Foronda). A una distancia de 75 km (de 50 minutos a 1 hora por la AP-68)
- Aeropuerto de Santander. A una distancia de 85 km (de 50 minutos a 1 hora por la A-8)

## Cultura

### Fiestas
Fiesta Patronal: San Félix de Cantalicio (18 de mayo), en cuyo honor se levantó la iglesia más grande del municipio.
Euskal Jaiak: primer fin de semana de octubre, fiestas dedicadas al Euskera.
Calendario festivo de los barrios:
- Urioste: San Bernabé el 11 de junio
- Nocedal: Santa María Magdalena, el 22 de julio
- Aiega y el Saugal: San Juan, el 24 de junio (la noche anterior se quema la tradicional hoguera)
- La Ralera: Santa Bárbara, el 4 de diciembre
- Cadegal: Nuestra Señora de la Cinta, primer domingo de septiembre

### Los Barrenadores Mineros
En Ortuella desde 1998, en las fiestas del municipio, se ha recuperado una prueba deportiva que antes de 1930 gozaba de bastante popularidad en las fiestas de los pueblos de la comarca minera: la de los barrenadores.
Desde finales del siglo XIX y durante el primer tercio del siglo XX, el oficio de barrenador era muy común en las explotaciones mineras, donde era necesario perforar la roca mediante barrenas (barras de acero de unos 2 metros de longitud y varios kilos de peso) para introducir los explosivos que después de hacían estallar en voladuras controladas y así poder extraer la rocas que contenían el mineral de hierro.  
En aquellos tiempos, esa labor se realizaba por fuerza bruta, sin el empleo de ninguna máquina, por lo que era un oficio de especial dureza y, por lo tanto, muy apreciado, percibiendo los especialistas barrenadores mayores salarios que el resto.
Esta dura actividad motivó que estos profesionales quisieran demostrar a los demás su fuerza y destreza en el oficio, por lo que se organizaron campeonatos de barrenado en las plazas de los pueblos, junto con el resto de festejos más tradicionales, causando gran admiración entre el público asistente.
A principios de los años 30, antes de la Guerra Civil, los campeonatos de barrenadores desaparecieron. Con la llegada de maquinaria (martillos hidráulicos y compresores), la perforación manual dejó de ser necesaria en las canteras y minas. De este modo, con el fin del oficio se acabó este deporte popular, hasta su reciente recuperación.

### Patrimonio
Destacan el Monumento a los Mineros, de Lucas Alcalde en el parque de Otxartaga y el del Cambio de Sentido (N-634), el de la Maestra Catalina Gibaja del escultor Lucas Alcalde o la Flor Truncada del escultor onubense José Noja (en honor a los 49 niños y 3 adultos fallecidos en el dramático accidente sucedido en la escuela pública Marcelino Ugalde el 23 de octubre de 1980 ). En el cambio de sentido se puede encontrar un escudo de Santurce que data de antes de la creación del municipio de Ortuella como tal.
Actualmente se encuentra en proceso de restauración el antiguo Horno Apold-Fleisner, declarado por el Gobierno Vasco Bien de Interés Cultural.
De reciente construcción es el nuevo edificio de la  Ortuellako Kultur Etxea (Casa de la Cultura), una impresionante muestra de la arquitectura contemporánea, diseñada por Ibon Bilbao, afamado arquitecto actualmente afincado en Barcelona, pero cuyas raíces provienen de la misma localidad minera de Ortuella.

### Parques y zonas de esparcimiento
Ortuella cuenta con diversos parques. Entre ellos se puede destacar el parque Otxartaga, que está ubicado en el centro del núcleo urbano, donde antes de los años 80 se ubicaba el campo de fútbol municipal. Cuenta con distintas zonas (zona de juegos infantiles, escenario para conciertos, jardines, zonas arboladas, una zona con palmeras, así como aterpe y un pequeño paseo en la parte superior). Al disponer de una amplia superficie abierta, en él se celebran todo tipo de actos y festejos públicos.
En el límite sureste del municipio se encuentra el centro de interpretación medioambiental de Peñas Negras cuyos objetivos son mejorar la comprensión de los cambios producidos por la actividad minera en el entorno, así como sensibilizar y concienciar a todos en la importancia del medioambiente y su relación con el hombre.

### Deporte

#### Fútbol
Ortuella cuenta con dos equipos de fútbol compitiendo en las divisiones territoriales:
- El C.D Ortuella se fundó en 1.949 bajo el nombre de Club Deportivo Ortuella, coincidiendo con tiempos de la posguerra en los cuales el fútbol alcanzó grande niveles de importancia en la sociedad y el municipio de la zona minera contaba con 5.530 habitantes. Aquel primer equipo fue seleccionado y preparado por Juan Antonio Ipiña y dirigido con gran acierto por Federico Cavia Ansola quien compaginaba sus labores de técnico del primer equipo con las de jugador. Actualmente compite en la Territorial Tercera División de Vizcaya.
- El Ortuellako Jendea, registrado como Atletismo Ortuella, es un club fundado en 1999 con el objetivo de competir únicamente con jugadores del municipio. También tiene una fuerte presencia en eventos sociales como recogidas de alimentos y juguetes, charlas y otro tipo de actos. Actualmente compite en la Territorial Primera División de Vizcaya.

Las diferentes categorías de ambos equipos comparten el mismo campo de fútbol, el Otxartaga Berri, que cuenta con césped artificial de última generación y con columnas de iluminación. Este campo fue inaugurado el 29 de agosto de 1984 mediante la disputa de un partido de fútbol entre el C.D. Ortuella y el Bilbao Athletic. Anteriormente, con la fundación del C.D Ortuella y a falta de disponer de un terreno de juego propio, el club empezó a disputar sus primeros partidos en el campo del Malecón de Muskiz, cedido por la J.D. Somorrostro. No fue hasta la temporada 1950-51 cuando se dispuso de un terreno de juego propio gracias a la insistencia del entonces presidente D. Pedro Mariscal Arana, siendo ubicado en la campa de Otxartaga. Sin embargo, el 23 de octubre de 1980 el club se vio sin campo propio para la temporada 1980-81 debido a que fue usado para ubicar la escuela provisional tras la explosión de gas en la Escuela Nacional Marcelino Ugalde, por lo que esa temporada se llegó a un acuerdo con el campo del Gallarta para una cesión temporal del terreno de juego para los partidos jugados como local a cambio de una compensación económica.

#### Golf
Al sur del municipio, junto al barrio de La Arboleda del Valle de Trápaga, se encuentra el club de golf de titularidad pública (Diputación Foral de Vizcaya) Meaztegi Golf de 18 hoyos y par 72, diseñado por Severiano Ballesteros.

## Administración y política
Desde la Transición, los socialistas gobernaron el Ayuntamiento, en solitario al principio y mediante pactos después.
Su primer alcalde fue Manuel Fernández Ramos, del PSOE, que ganó las primeras elecciones democráticas y mejoró en las segundas logrando la mayoría absoluta. 
Posteriormente, dejó su cargo voluntariamente y José Antonio Pastor que ya era concejal desde el 1983, ganó las elecciones y ocupó la alcaldía (siempre ayudado de pactos) hasta el 2003.
Elecciones municipales de 2003
Se elegían los 13 concejales con los que cuenta el Ayuntamiento de Ortuella:
En estas elecciones un acuerdo entre PNV y EA desplazó a los socialistas de la alcaldía.
Elecciones municipales de 2007
El resultado de las elecciones municipales de 2007, sobre un censo de 7352 personas y con un 34,47 % de abstención.
Tras las elecciones, el PNV y EA llegaron a un acuerdo, para seguir gobernando juntos el consistorio. EA consiguió 2 concejales, pero en octubre de 2008, EA expulsó de sus filas a su número uno, que se quedó con su puesto como concejal no-adscrito.
Elecciones municipales de 2011
El resultado de las elecciones municipales del 22 de mayo de 2011, sobre un censo de 7057 personas y con un 34,51 % de abstención fue:
Hubo 137 (1,94 %) votos en blanco y 86 (1,21 %) nulos. Los votos de candidaturas que no obtuvieron representación, más los votos en blanco y nulos representan en total el 12,15 % del censo y un 18,56 % de los votos emitidos.
Elecciones municipales de 2015
El resultado de las elecciones municipales del 24 de mayo de 2015, sobre un censo de 6978 personas y 4.601 votantes contabilizados según actas (un 34,06 % de abstención):
Los votos nulos fueron 63 (0,90 % del censo) y los votos en blanco 45 (0,64 % del censo).
El 0,99 % de los votos válidos fueron votos en blanco (45 votos).
| Partido político                                             | 2023                   | 2023                   | 2023                   | 2019  | 2019  | 2019       | 2015  | 2015  | 2015       | 2011  | 2011  | 2011       | 2007  | 2007  | 2007       | 2003  | 2003  | 2003       |
| Partido político                                             | %                      | Votos                  | Concejales             | %     | Votos | Concejales | %     | Votos | Concejales | %     | Votos | Concejales | %     | Votos | Concejales | %     | Votos | Concejales |
| Euzko Alderdi Jeltzalea-Partido Nacionalista Vasco (EAJ-PNV) | 36,59                  | 1480                   | 5                      | 44,31 | 2086  | 6          | 41,22 | 1875  | 6          | 34,83 | 1580  | 6          | 41,46 | 1853  | 6          | 30,80 | 1530  | 4          |
| Euskal Herria Bildu (EH Bildu)-Bildu                         | 26,58                  | 1075                   | 4                      | 15,14 | 713   | 2          | 12,20 | 555   | 2          | 22,82 | 1035  | 3          | —     | —     | —          | —     | —     | —          |
| Partido Socialista Obrero Español (PSOE)                     | 17,72                  | 717                    | 2                      | 15,19 | 715   | 2          | 14,55 | 662   | 2          | 25,33 | 1149  | 4          | 34,84 | 1557  | 5          | 33,18 | 1.648 | 5          |
| Elkarrekin Podemos-Equo                                      | 14,81                  | 599                    | 2                      | 19,6  | 923   | 3          | —     | —     | —          | —     | —     | —          | —     | —     | —          | —     | —     | —          |
| Partido Popular del País Vasco (PP)                          | 2,22                   | 90                     | 0                      | 1,69  | 80    | 0          | 2,79  | 127   | 0          | 4,59  | 208   | 0          | 3,78  | 169   | 0          | 6,34  | 315   | 0          |
| Ezker Anitza-IU-Irabazi-Ezker Batua-Berdeak (EB-B)           | Con Elkarrekin Podemos | Con Elkarrekin Podemos | Con Elkarrekin Podemos | 3,2   | 151   | 0          | 11,1  | 505   | 1          | 4,06  | 184   | 0          | 5,66  | 253   | 0          | 8,19  | 407   | 1          |
| BOROBIL                                                      | —                      | —                      | —                      | —     | —     | —          | 16,97 | 772   | 2          | —     | —     | —          | —     | —     | —          | —     | —     | —          |
| Eusko Alkartasuna (EA)                                       | —                      | —                      | —                      | —     | —     | —          | —     | —     | —          | —     | —     | —          | 12,91 | 577   | 2          | 20,35 | 1011  | 3          |

## Personas destacadas
- Florencio Constantino: tenor nacido en Ortuella en 1868 y fallecido en México D.F. en 1919
- Facundo Perezagua: político, sindicalista y fundador de la Agrupación Socialista de Ortuella en diciembre de 1887
- José Díez Calleja: (Pepeo) jugador de fútbol. C. D. Ortuella, Sestao, Real Betis, Real Sporting de Gijón, C. D. Logroñés, U. D. Salamanca, etc.
- Juan Antonio Ipiña: jugador internacional de fútbol nacido en 1912. Jugó con el Real Madrid y la selección española.
- Joseba Aguirre López: jugador de fútbol, entre otros clubes jugó en el Athletic Club y entrenador del equipo femenino.[10]
- José Antonio Pastor: político, diputado en el Parlamento Vasco, secretario general del Partido Socialista de Euskadi en Vizcaya.
- Dinamita pa' los Pollos: lugar de nacimiento del grupo.
- Iñaki Vijandi: campeón mundial de ciclocrós y campeón de España.